# Moczydło (powiat bytowski)
Moczydło (niem. Mudschiddel) – osada w Polsce położona w województwie pomorskim, w powiecie bytowskim, w gminie Trzebielino.
Miejscowość wchodzi w skład sołectwa Suchorze.
W latach 1975–1998 miejscowość administracyjnie należała do województwa słupskiego.